# Antonio Mata
Antonio Mata Oliveira (Olivenza, Badajoz, 28 de agosto de 1968) es un exfutbolista español. Disputó la mayor parte de su carrera entre el C. D. Málaga y el C. D. Tenerife.

## Clubes
| Club           | País   | Año       |
| -------------- | ------ | --------- |
| Atlético Juval | España | ?         |
| CA Malagueño   | España | 1987-1988 |
| CD Málaga      | España | 1988-1991 |
| CD Tenerife    | España | 1991-1999 |
| Xerez CD       | España | 1999-2000 |
| UD Orotava     | España | 2000-2001 |